# Henryk Michalewski
Henryk Michalewski – polski informatyk, doktor habilitowany nauk matematycznych w zakresie informatyki.  Specjalizuje się w uczeniu maszynowym. Do habilitacji zajmował się teorią automatów, optymalizacją, logiką, teorią mnogości oraz topologią, a po uzyskaniu habilitacji uczeniem maszynowym. Profesor nadzwyczajny w Instytucie  Wydziału Matematyki, Informatyki i Mechaniki Uniwersytetu Warszawskiego. 

## Życiorys
Studia matematyczne ukończył na Uniwersytecie Warszawskim. Stopień doktorski uzyskał w 2003 na podstawie pracy pt. Przestrzenie funkcyjne z topologią zbieżności punktowej, przygotowanej pod kierunkiem prof. Witolda Marciszewskiego. Habilitował się w 2015 na podstawie oceny dorobku naukowego i cyklu publikacji pt. Badanie automatów i powiązanych z nimi logik metodami teorii mnogości.
Swoje prace publikował w takich czasopismach jak m.in. „Topology and its Applications”, „Fundamenta Mathematicae” oraz na konferencjach takich NeurIPS i ICLR. W 2016 podjąć pracę w deepsense.ai, a następnie w 2019 w Google, od 2023 roku w Google DeepMind po połączeniu Google Brain i DeepMind. W Google DeepMind pracuje nad rozwojem modeli językowych, w tym PaLM i Gemini. Jest współautorem kilku patentów, w tym „Stymulowanie modeli uczenia maszynowego za pomocą łańcuchów myśli".